# Мікроскопічний масштаб
Мі́кроскопі́чний масшта́б ( μικρόν — маленький та грец. σκοπεῖν — глядіти) — категорія, яка вживається в фізиці для позначення процесів, явищ та станів, які відбуваються на рівні атомів та молекул. Термін походить він слова мікроскоп, як приладу, необхідного для розглядання об'єктів, які не можна побачити неозброєним оком.
Протилежний термін — макроскопічний. Вживається також термін мезоскопічний — для позначення тіл та явищ проміжного розміру.
Закони фізики, які описують явища на рівні молекул та атомів, дуже сильно відрізняються від законів фізики у великому світі, але водночас є базисом для розуміння всього, що відбувається навколо нас.

## Виноски
1. ↑  The microscopic scale. Science Learning Hub. The University of Waikato. Архів оригіналу за 20 квітня 2016. Процитовано 31 березня 2016.